# راميا بانديان
راميا بانديان ممثلة هندية تعمل في أفلام باللغة التاميلية. وهي معروفة بدورها في فيلم جوكر (2016).

## الحياة الشخصية
درست راميا بانديان الهندسة الطبية الحيوية في جامعة آنا وبدأت العمل كمحللة بحث وتطوير قبل ترقيتها إلى مديرة تطوير الأعمال. لغتها الأم هي التاميل . عمها هو الممثل آرون بانديان ، الذي يعمل في الأفلام باللغة التاميلية. موطنها هو تيرونلفلي . هي مهتمة بالبستنة العضوية.